# Bajtěrek
Bajtěrek (kazašsky: Бәйтерек, v překladu „Vysoký topol“) je věž a rozhledna v Astaně, hlavním městě Kazachstánu. Věž je nejen turistickou atrakcí, ale i jedním z hlavních symbolů města budovaného od 90. let 20. století i celého Kazachstánu, čehož důkazem je, že je vyobrazena na všech kazachstánských bankovkách. Nachází se na bulváru Nuržol. Stavba byla zahájena v roce 1996 a dokončena byla roku 2002. Architektem stavby byl Kazach Akmurza Rustembekov. Tvar stavby má poukazovat na lidovou pověst o bájném stromu života a kouzelném ptákovi štěstí Samrukovi, jenž měl vložit vejce do štěrbiny mezi dvěma větvemi topolu. Stavba je 105 metrů vysoká. Skládá se z úzké válcovité šachty, obklopené bílými rozvětvenými nosníky, které se tyčí k vrcholu a drží lesklou kouli o průměru 22 metrů. Ve spodní části věže je výstavní prostor. Dvěma výtahy se lze vyvézt na vyhlídkovou plošinu uvnitř koule. Vstupy do věže jsou zapuštěny pod povrch náměstí. Vyhlídková plošina je 97 metrů nad zemí, což odkazuje na rok 1997, kdy se Astana stala hlavním městem země. Na vrcholu koule je pozlacený otisk pravé ruky Nursultana Nazarbajeva, prvního prezidenta Kazachstánu a otce myšlenky nového hlavního města, po němž se v letech 2019–2022 město i jmenovalo. Při vložení návštěvníkovy ruky do otisku se rozezní kazachstánská státní hymna.